# Netzwerk zur Bewertung der Leistungsfähigkeit multilateraler Organisationen
Das Netzwerk zur Bewertung der Leistungsfähigkeit multilateraler Organisationen (englisch Multilateral Organisation Performance Assessment Network) (MOPAN) ist ein Netzwerk von Staaten, die gemeinsam die Wirksamkeit multilateraler Zusammenarbeit überprüfen und verbessern wollen.
Das Netzwerk wurde im Jahr 2002 gegründet, um auf staatlicher Ebene ein Monitoring multilateraler Entwicklungsorganisationen durchzuführen.
MOPAN hat die Mission, seine Mitglieder bei der Bewertung der Wirksamkeit von multilateralen Organisationen zu unterstützen, welche Mittel für Entwicklung und humanitäre Hilfe erhalten. Das Netzwerk bewertet diese Organisationen in Bezug auf strategische, operative, Beziehungs- und Leistungsaspekte (organisatorische Wirksamkeit) sowie daraufhin, ob sie einen effizienten Beitrag zu relevanten und nachhaltigen Ergebnissen leisten. Zu diesem Zweck prüft das Netzwerk vorliegende Dokumente und Bewertungen und führt Umfragen unter MOPAN-Mitgliedern, Kunden und anderen relevanten Akteuren sowie Interviews und Konsultationen mit Mitarbeitern der Organisationen durch.
Mitglieder sind derzeit (Stand: Februar 2022): Deutschland Australien, Belgien, Dänemark, Finnland, Frankreich, Irland, Italien, Japan, Kanada, Katar, Republik Korea, Luxemburg, die Niederlande, Norwegen, Schweden, die Schweiz, die USA und das Vereinigte Königreich, sowie – seit Oktober 2021 für einen Zeitraum von 12 Monaten – die Europäische Union in einer Beobachterrolle.